# Automorphe
Pour l’article homonyme, voir Automorphisme.

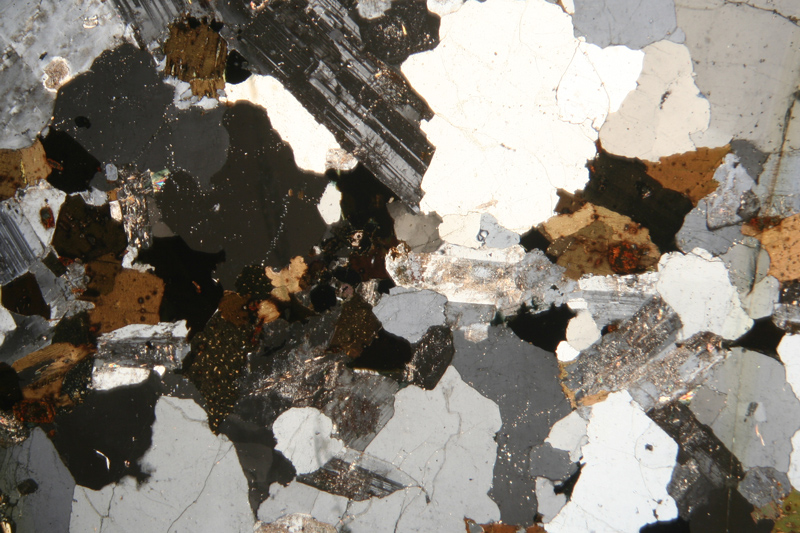
Photomicrographie d'une lame mince de granite en lumière polarisée analysée (LPA) : la biotite apparaît sous forme de cristaux automorphes, dont la teinte irisée est masquée par la couleur brune du minéral.

Un minéral automorphe (du grec autos = de soi-même, et morphê = forme), idiomorphe (du grec idios = propre ou particulier, et morphê = forme) ou euédrique (du grec eu = bon, et hedron = face) est un minéral se présentant sous la forme d'un cristal limité par des faces cristallines planes. Le terme contraire est « xénomorphe » ou « anédrique ». Une situation intermédiaire avec la formation d'une partie des faces du cristal est appelée « subédrique » (ou « hypidiomorphe », du grec hypo = inférieur, idios = propre ou particulier, et morphê = forme). La forme d'un cristal dépend de sa structure cristalline.
Un cristal automorphe se forme lorsqu'il ne subit pas de contrainte spatiale pendant sa croissance. Par exemple, les flocons de neige se forment sans être au contact les uns des autres, ce qui leur permet de développer des cristaux de forme hexagonale et maclés. Les cristaux qui se forment dans les roches magmatiques ne sont généralement pas automorphes car ils entrent en contact avec les autres cristaux pendant le refroidissement du magma. La présence de cristaux automorphes dans une roche signifie que le cristal s'est développé soit très tôt avant que le magma ne cristallise complètement, soit à l'intérieur d'une cavité.

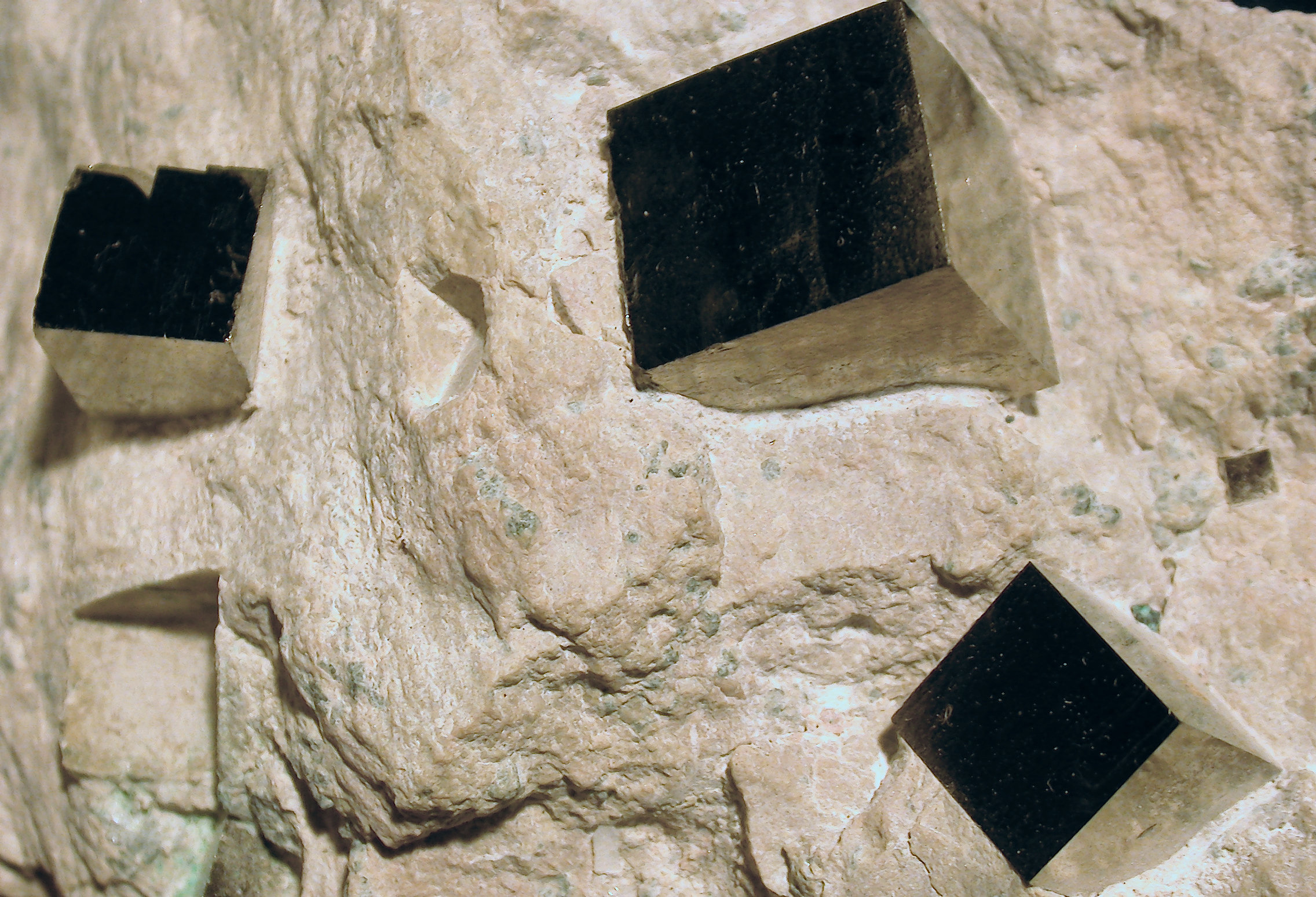
Pyrite automorphe, de symétrie cubique.
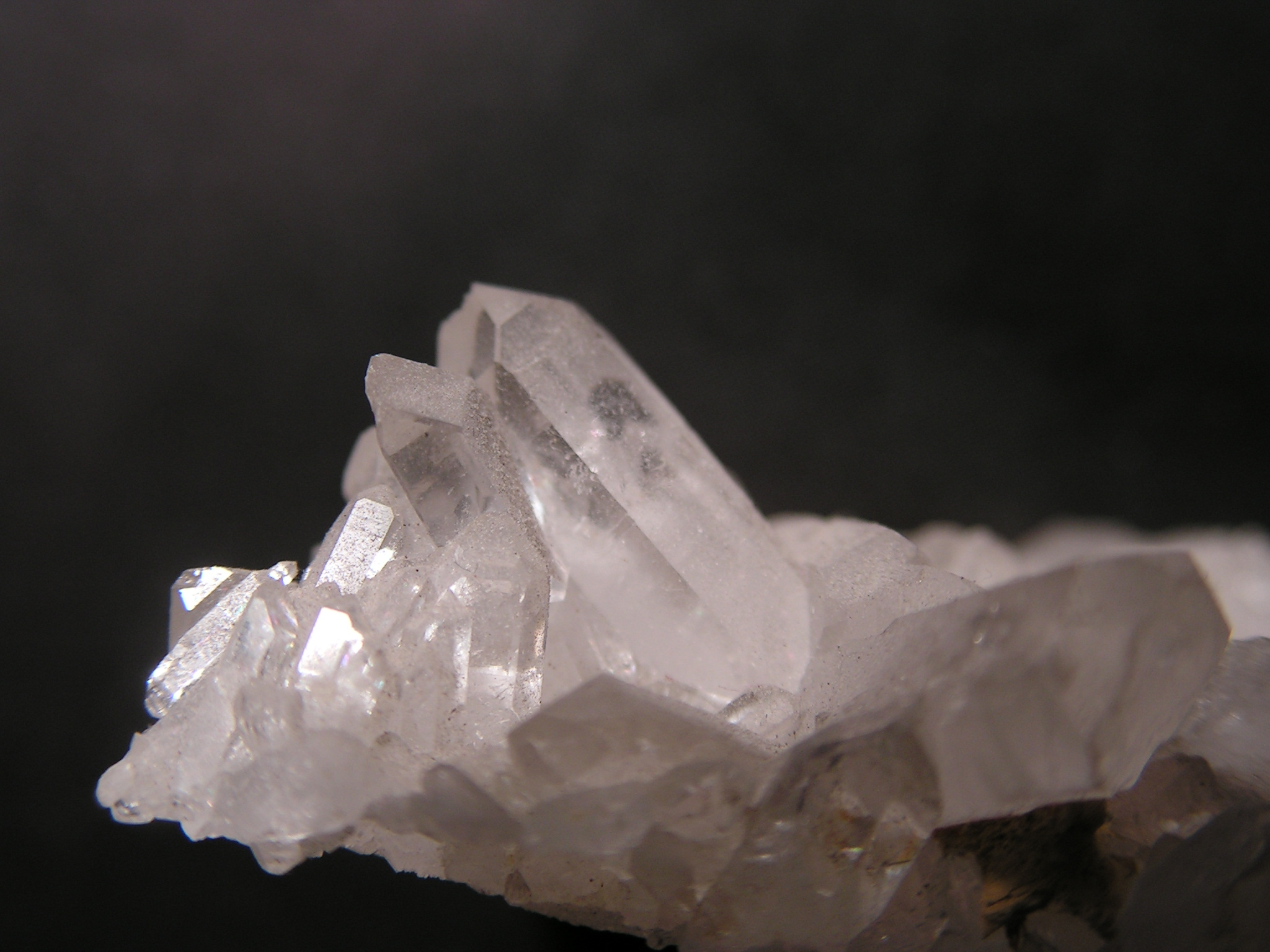
Quartz automorphe, de symétrie hexagonale.
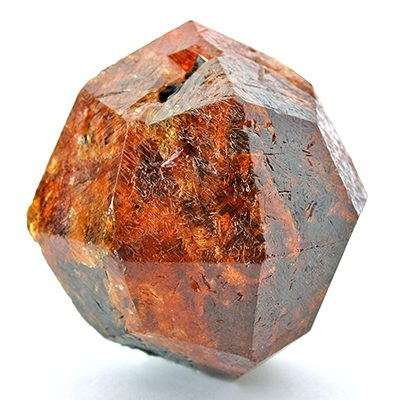
Spessartine automorphe, de symétrie cubique.
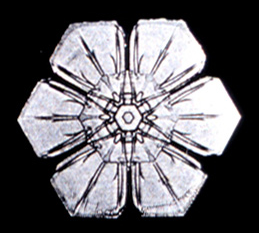
Flocon de neige, de symétrie hexagonale.